# Tangerine (2008)
Tangerine ist ein deutscher Spielfilm von Irene von Alberti aus dem Jahr 2008.

## Handlung
Die jungen Musiker Pia und Tom sind mit ihrer Band aus Deutschland in Marokko unterwegs, um für ein Musikprojekt Aufnahmen mit arabischen Musikern zu machen. In einer Bar in Tanger lernen sie die Marokkanerin Amira kennen.
Amira ist aus dem ärmlichen Haus ihres strengen Onkels geflohen, der sie traditionell verheiraten möchte. Sie findet Unterschlupf bei den Prostituierten Neshua und Mimita. Die drei Mädchen verbringen ihre Nächte in Diskotheken im Hafenviertel von Tanger. Während Neshua und Mimita dort ihr Geld mit Männern verdienen, träumt Amira von einer Karriere als Tänzerin.
Pia und Tom sind eigentlich ein Paar, aber es ist nichts Festes. Deshalb glaubt Tom, sich auf einen Flirt mit Amira einlassen zu können, die ihn sehr fasziniert. Pia ist trotzdem eifersüchtig, aber weniger wegen Tom als wegen Amira. Die beiden Mädchen haben sich inzwischen angefreundet. Sie verbindet der Traum von der Karriere im Musikgeschäft. Pia bewundert Amira, weil sie so verführerisch tanzen kann, Amira beneidet Pia um ihre Freiheit, die sie als Frau in der Welt der Männer hat. Amira hat nicht so viele Möglichkeiten, entweder verdient auch sie mit Prostitution ihren Lebensunterhalt oder es passiert ein Wunder. Oder der Onkel schafft es, sie wieder nach Hause zu holen, um sie ordentlich zu verheiraten.
Amira sieht ihre Chance in Tom und fängt mit ihm eine Affäre an. Tom bietet ihr tatsächlich an, nach Berlin mitzukommen und verspricht, sich um ihre Papiere und ein Visum zu kümmern. Aber es kommt anders: Am Ende eines Sommers gibt es eine Razzia, um die Stadt von Schmuggel und Prostitution zu säubern. Neshua, Mimita und auch Amira kommen in ein Untersuchungsgefängnis. Pia hätte die Möglichkeit, Amira mit einer Kaution herauszuholen, aber ihre Eifersucht ist stärker. Tom wird jetzt erst klar, welche Konsequenzen es hätte, Amira wirklich mit nach Deutschland zu nehmen. So reisen beide ab.
Der Film erzählt aus verschiedenen Perspektiven die Geschichte: die Faszination des Orients auf die einen und der Traum vom reichen freien Westen für die anderen.

## Produktion
Der von Filmgalerie 451 in Zusammenarbeit mit dem ZDF produzierte Film wurde zwischen dem 5. November und dem 15. Dezember 2007 in Tanger gedreht. Die Uraufführung war am 23. Oktober 2008 bei den Hofer Filmtagen, der Kinostart am 14. Mai 2009 und die Fernseherstaufführung am 19. Juli 2010 im ZDF in der Reihe Das kleine Fernsehspiel.

## Kritik
Der Deutsche Filmdienst urteilte: „Ein ebenso sinnlich wie hintersinnig entwickelter Film über deutsche Orient-Imaginationen und den ‚Clash‘ zweier Lebenswelten mit unterschiedlichen Mentalitäten und Erwartungen, wobei beide Seiten differenziert ausgeleuchtet werden, nicht zuletzt auch dank starker Darsteller. “
Bei Kino-Zeit schrieb Silvy Pommerenke: „Stärker hätte von Alberti den Kontrast zwischen den Kulturen nicht herausarbeiten können, indem sie die zwar von Träumen erfüllte aber mittellose Amira und das deutsche Pärchen gegenübergestellt hat.“ „Die Liebe, die Irene von Alberti zu Marokko, seiner Kultur und seinen Widersprüchen empfindet, wird mit jedem Bild und jedem Motiv auf der Leinwand für den Zuschauer erfahrbar. Tangerine ist ein sozialkritischer Film, der dennoch einen hohen Unterhaltungswert hat und ein zwiespältig-schillerndes Bild der Boomtown des Maghreb zeichnet.“
filmgalerie451.de zitierte einige Pressestimmen wie Rüdiger Suchsland, der meinte: „Ein flanierender, mit Handkamera gedrehter Film über die Verschränkung von Geld und Gefühl, mit zwei überzeugenden Hauptdarstellerinnen (Nora von Waldstätten und Sabrina Ouazani), dem man einen deutschen Kinostart wünscht – nicht zuletzt deshalb, weil Irene von Alberti im Gegensatz zu vielen ihrer Kollegen versucht, aus dem üblichen deutschen Mittelstandsverhältnissen wegzukommen und andere Lebenswirklichkeiten einzufangen.“
Martin Schwarz von Zitty Berlin schrieb: ...eine runde Geschichte, die über den Tellerrand des Privaten hinausblickt. Großartig besetzt geht es um die Stellung der Frau, um Liebe, Freundschaft, Affäre und Prostitution in Marokko.
Für die Filmzeitschrift filmgalerie451.de urteilte Oliver Baumgarten: „‚Tangerine‘ gelingt als deutschem Film das Kunststück, Einblicke in das Leben marokkanischer Frauen zu geben, ohne dabei in die Perspektive und Maßstäbe der deutschen Figuren zu verfallen, ohne zu werten und ohne einen touristischen Blick anzunehmen. Die Schauspieler, allen voran die aus Abdellatif Kechiches Filmen bekannte Sabrina Ouazani sowie Nora von Waldstätten, haben mit ihrem sympathischen und präzisen Spiel erheblichen Anteil an der wirklich entwaffnenden Natürlichkeit des Films, die ihn zu einem unprätentiösen, uneitlen und trotzdem intelligenten Genuß machen.“
Dietmar Kanthak wertete für epd-film.de: Ein Film „in dem deutsch, französisch, englisch und arabisch gesprochen wird, ist mehr als eine mit zahlreichen Laiendarstellern besetzte Sozialstudie, der Film ist echtes Seelendrama“ „Irene von Albertis Film lebt vom Rätselhaften und Ungefähren. Er entwickelt sich wie ein musikalisches Thema: suchend, assoziativ, neugierig.“
Für prisma.de wertete Franziska Wenzlick: „Wieder einer jener Langeweiler um eine gestörte Beziehung, deren Figuren Trost in der Exotik suchen. Diese Dreiecksgeschichte  das Spielfilmdebüt von Irene von Alberti  plätschert vor sich hin, ohne in dramatische Gewässer zu fahren oder gar eine Art Katharsis anzustreben. Ein prickelnder und vor allem gut gespielter Culture Clash ist "Tangerine" leider nicht.“